# Dee C. Lee
Diane Catherine Sealy, (Balham, Londen, 6 juni, 1961), beter bekend onder haar artiestennaam Dee C Lee, is een Brits soul-/r&b-zangeres. Zij is een solo-artiest en zong in het verleden bij Wham! en The Style Council.

## Biografie

### 1983-1989
Lee was in 1983 achtergrondzangeres bij Wham! en verscheen dat jaar in de videoclip van Club Tropicana. Daarna bracht ze haar eerste solo-single uit; Selina Wow Wow werd veel gedraaid op de Britse radio maar werd echter geen hit. In 1984 sloot ze zich aan bij The Style Council ten tijde van het debuutalbum Café Bleu; ze zong zowel achtergrond, solo als in duet met frontman Paul Weller, en bleef daarnaast ook haar eigen nummers opnemen. Pas na het tweede album Our Favourite Shop en een samenwerkingsverband met de gerelateerde band Animal Nightlife behaalde ze eind 1985 een hit met See The Day van haar eerste solo-album Shrine. Het haalde in eigen land de derde plaats en kwam twintig jaar later opnieuw de top 10 binnen, maar dan in de uitvoering van de meidengroep Girls Aloud.
Lee bleef bij The Style Council en maakte dus ook de periode mee waarin de experimentele albums The Cost of Loving en Confessions of a Pop Group matig werden ontvangen, en het house-album Modernism: A New Decade dat in eerste instantie niet werd uitgebracht.

### 1989-2011
Tussen 1989 en 1991 vormde Lee met Robert Howard (frontman van The Blow Monkeys en gastzanger op Modernism) Slam Slam; Move (Dance All Night) en het door The Young Disciples geproduceerde Free Your Feelings werden bescheiden clubsuccessen
Daarna verleende Lee haar medewerking aan het Jazzmatazz-project van Gang Starr-rapper Guru; No Time To Play, waarop ook gitarist Ronny Jordan meespeelde, werd eind 1993 een hit.
In 1994 en 1998 bracht Lee de solo-albums Things Will Be Sweeter and Smiles uit. Ze bleef doorgaan met optreden en was als actrice te zien in Rabbit Fever (2006) en The Town that Boars Me (2008). 
In september 2007 verscheen Lee in de talkshow Loose Women (See the Day) en bij een benefietconcert tegen huiselijk geweld. 
Op 31 mei 2009 gaf Lee een concert in de wijk Shepherd's Bush met Mike Lindup en Phil Gould (beiden bekend van Level 42) en een collectief genaamd Favoured Nations. Tot 2011 volgden meer losse optredens in Londen en Chelsea.

### 2018-2019
Op 1 januari 2018 plaatste Lee een bericht op haar website waarin ze stilstond bij het overlijden van haar Wham!-collega George Michael (1963-2016) en aankondigde dat ze aan nieuw materiaal ging werken met keyboardspeler/componist Arden Heart. Lee hoopte voor het eerst in twintig jaar een nieuw album uit te brengen en weer op tournee te gaan. In augustus 2019 werd Lee herenigd met Weller, Talbot en White voor een eenmalig akoestisch optreden als onderdeel van een documentaire over The Style Council. Het betrof de albumtrack It's A Very Deep Sea van Confessions of a Pop Group.

### 2024
In 2024 kwam Dee C. Lee na zesentwintig jaar met een nieuw album; Just Something, uitgebracht op Acid Jazz.

## Persoonlijk leven
Dee C Lee heeft twee kinderen uit haar relatie met Paul Weller; zoon Nathaniel (geboren in 1988 na de opnamen van het Confessions-album) en dochter Leah. Lee en Weller gingen in 1994 uit elkaar na zeven jaar huwelijk; de scheiding was pas in 1998 rond.
- Biblioteca Nacional de España: XX1759322
- Gemeinsame Normdatei: 134441613
- International Standard Name Identifier: 0000 0000 6301 4451
- Library of Congress Control Number: no98019591
- MusicBrainz: 467c79f4-2a6f-413a-abbd-79669f285284
- Nationale Bibliotheek van Israël: 987007406748305171
- Nederlandse Thesaurus van Auteursnamen: 073491705
- Virtual International Authority File: 11917860
- WorldCat: E39PBJm9fmyMfFxDw9DDVrxbh3